# 1976 en rugby à XV
Cette page présente les faits marquants de l'année 1976 en rugby à XV : les principales compétitions et événements liés au rugby à XV et rugby à sept ainsi que les décès de grandes personnalités de ces sports.

## Événements

### Mars
- Le pays de Galles remporte le Tournoi des Cinq Nations en signant un Grand Chelem. Le pays de Galles et la France, tous les deux invaincus, se disputent la victoire dans le Tournoi 1976 (avec un Grand Chelem à la clé) à l'Arms Park de Cardiff lors de la quatrième journée, le match est très serré et se termine par une victoire des Gallois par 19-13[1].

### Récapitulatifs des principaux vainqueurs de compétitions 1975-1976

#### Les champions de France
| SU Agen Stade ruthénois SA Monein US seynoise Stade navarrais SO Canohès UA Laloubère Narbonne UC |

#### 1redivision
- 23 mai : le SU Agen remporte le Championnat de France de première division 1975-1976 après avoir battu l'AS Béziers en finale[2].

#### 2edivision
- Le Stade ruthénois remporte le Championnat de France de rugby à XV de deuxième division 1974-1975 après avoir battu le Rugby club riomois (Riom), 27 à 7, en finale.

#### 3edivision
- Le Sport athlétique de Monein (Monein) remporte le Championnat de France de rugby à XV de troisième division 1975-1976 après avoir battu l'Union sportive terrassonnaise (Terrasson), 30 à 15 en finale.

#### Honneur
- L'Union sportive seynoise remporte le Championnat de France Honneur de rugby à XV 1975-1976 après avoir battu l'UA Bages, 14 à 3, en finale.

#### Promotion d'honneur
- Le Championnat de France Promotion d'honneur de rugby à XV a été suspendu de la saison 1955-1956 à la saison 1987-1988.

#### 1resérie
- Le Stade navarrais (Navarrenx) remporte le Championnat de France 1re série de rugby à XV 1975-1976 après avoir battu le RC Sérignan, 6 à 3, en finale. C'est le second titre de champion de France pour le Stade navarrais champion de France de 2e série l'année précédente.

#### 2esérie
- Le SO Canohès remporte le Championnat de France 2e série de rugby à XV 1975-1976 après avoir battu La Nicolaite, 6 à 0, en finale.

#### 3esérie
- L'UA Laloubère  remporte le Championnat de France 3e série de rugby à XV 1975-1976 après avoir battu le RC Pézilla la Rivière, 12 à 7, en finale.

#### 4esérie
- Le Narbonne UC remporte le  championnat de France 4e série de rugby à XV 1975-1976 avoir battu Tournay Sport, 12 à 0, en finale. Tournay sport qui avait été champion de France de 3e série la saison se précédente, se retrouve en finale d'une catégorie inférieure.

### Juin
- 2 au 13 juin : tournée de l'équipe de France aux États-Unis.

## Principales naissances
- 15 janvier : Scott Murray, deuxième ligne international écossais à 87 reprises, naît à Musselburgh.
- 28 janvier : Sireli Bobo, ailier international fidjien à 16 reprises, naît à Rakiraki.
- 29 janvier : Norman Ligairi, arrière international fidjien à 47 reprises, naît à Nadi.
- 1 février : Mat Rogers, arrière international australien à 45 reprises, naît à Sydney.
- 5 février : Martín Scelzo, pilier international argentin à 59 reprises, naît à Buenos Aires.
- 12 février : Christian Cullen, arrière international néo-zélandais à 58 reprises, naît à Paraparaumu.
- 13 février : Denis Hickie, ailier international irlandais à 62 reprises, naît à Dublin.
- 5 mars : Norm Maxwell, deuxième ligne international néo-zélandais à 36 reprises, naît à Rawene.
- 14 mars : Phil Vickery, pilier international anglais à 73 reprises, naît à Barnstaple.
- 20 mars : Sam Cordingley, demi de mêlée international australien à 22 reprises, naît à Sydney.
- 8 avril : Sylvain Marconnet, pilier international français à 84 reprises, naît à Givors.
- 17 avril : Morgan Williams, demi de mêlée international canadien à 56 reprises, naît à Kingston.
- 24 avril : Viliami Vaki, troisième ligne international tongien à 33 reprises, naît à Vavaʻu.
- 25 avril : Breyton Paulse, ailier international sud-africain à 64 reprises, naît à Koue Bokkeveld.
- 7 mai : Andrea Lo Cicero, pilier international italien à 103 reprises, naît à Catane.
- 30 mai : Martín Durand, troisième ligne international argentin à 60 reprises, naît à Buenos Aires.
- 4 juin : Akvsenti Giorgadze, talonneur international géorgien à 62 reprises, naît à Koutaïssi.
- 26 juin : Ephraim Taukafa, talonneur international tongien à 33 reprises, naît à Auckland.
- 3 juillet : Bobby Skinstad, troisième ligne international sud-africain à 42 reprises, naît à Bulawayo.
- 8 juillet : David Wallace, troisième ligne international irlandais à 72 reprises, naît à Limerick.
- 9 juillet : Radike Samo, troisième ligne international australien à 23 reprises, naît à Nadi.
- 12 juillet : Petru Bălan, pilier international roumain à 54 reprises, naît à Suceava.
- 1 août : Alessandro Stoica, centre international italien à 71 reprises, naît à Bucarest.
- 7 août : Nicolas Brusque, arrière international français à 26 reprises, naît à Pau.
- 12 août : Henry Tuilagi, troisième ligne international samoan à 10 reprises, naît à Fogapoa .
- 10 septembre : Marty Holah, troisième ligne international néo-zélandais à 36 reprises, naît à Hamilton.
- 11 septembre : Kevin Tkachuk, pilier international canadien à 55 reprises, naît à Thompson.
- 13 septembre : Nicky Little, demi d'ouverture international fidjien à 71 reprises, naît à Tokoroa.
- 14 septembre : Lionel Nallet, deuxième ligne international français à 74 reprises, naît à Bourg-en-Bresse.
- 16 octobre : Lucian Sîrbu, demi de mêlée international roumain à 76 reprises, naît à Bucarest.
- 10 novembre : Ian Gough, deuxième ligne international gallois à 64 reprises, naît à Panteg.
- 29 novembre : Nathan Hines, deuxième ligne international écossais à 77 reprises, naît à Wagga Wagga.
- 30 novembre : Josh Lewsey, ailier international anglais à 55 reprises, naît à Bromley.
- 3 décembre : Byron Kelleher, demi de mêlée international néo-zélandais à 57 reprises, naît à Dunedin.
- 5 décembre : Xavier Garbajosa, arrière international français à 32 reprises, naît à Toulouse.
- 28 décembre : Ben Tune, ailier international australien à 47 reprises, naît à Brisbane.

## Principaux décès
- 19 février : John Buchanan, talonneur international écossais à 16 reprises, meurt à Tonbridge.
- 8 mai : Jean-François Phliponeau, ailier international français à 2 reprises, meurt à Clermont-Ferrand.
- 16 mars : Herbie Lilburne, demi d'ouverture international néo-zélandais à 10 reprises, meurt à Dunedin.
- 7 novembre : Glyn Davies, demi d'ouverture international gallois à 11 reprises, meurt à Bristol.
- 16 novembre : Cliff Porter, troisième ligne international néo-zélandais à 7 reprises, meurt à Wellington.